# Fahad Abdulrahman
Fahad Abdulrahman Abdullah (10 ottobre 1962) è un ex calciatore emiratino, di ruolo centrocampista.